# Phyllophichthus xenodontus
Phyllophichthus xenodontus – gatunek morskiej ryby węgorzokształtnej z rodziny żmijakowatych (Ophichthidae). Reprezentuje monotypowy rodzaj Phyllophichthus. Został opisany naukowo przez Williama Alonzo Gosline'a w 1951. Występuje w Indo-Pacyfiku na głębokościach 8–30 m. Dorosłe osobniki tego gatunku osiągają maksymalnie 42 cm długości całkowitej (TL).